# Jerzy Strakowski

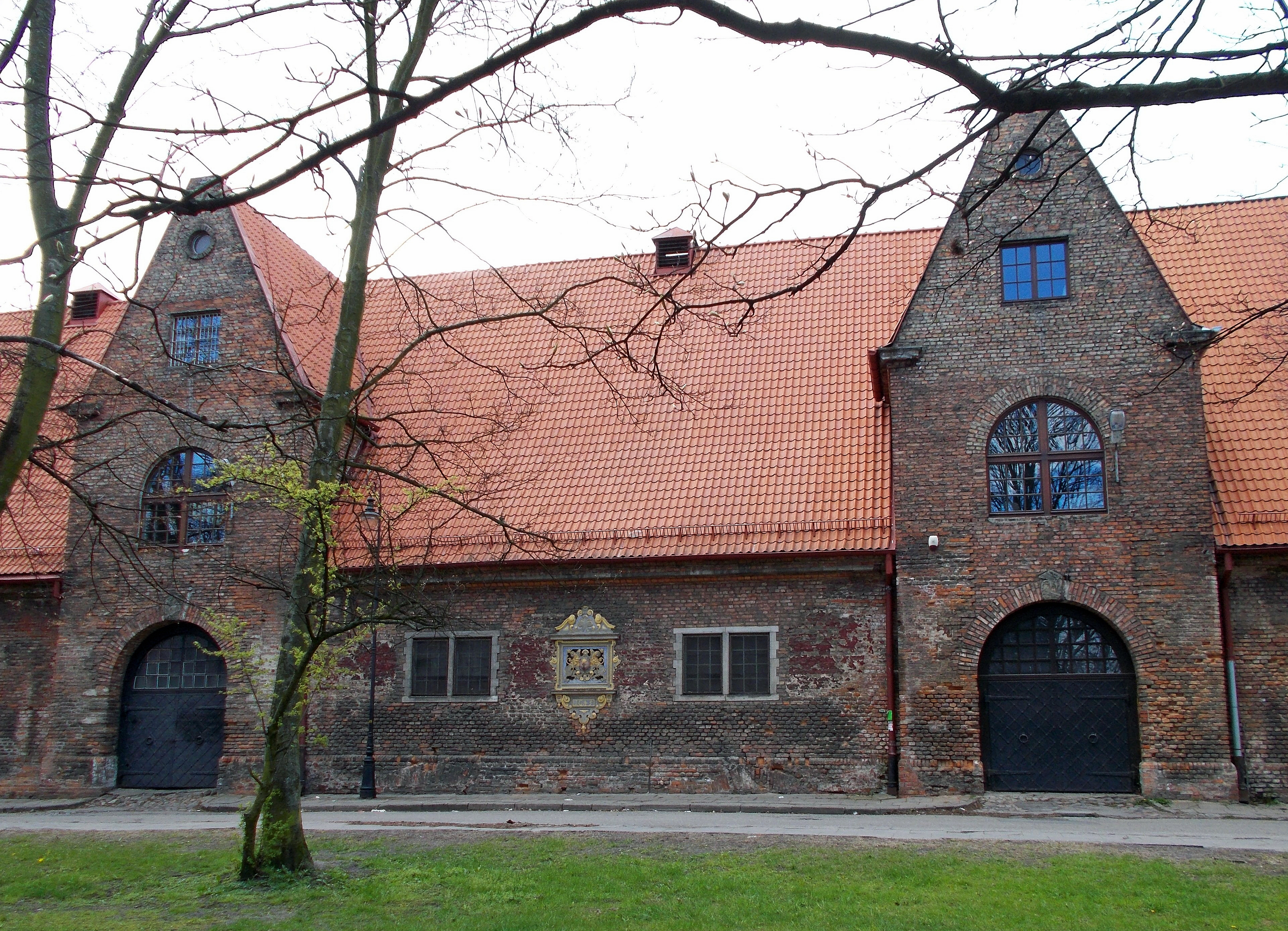
Mała Zbrojownia w Gdańsku

Jerzy Strakowski (ur. 30 stycznia 1614, zm. 17 maja 1675) – architekt gdański, syn Jana Strakowskiego.

## Życiorys
W latach 1630–1640 studiował jako stypendysta Rady Miasta Gdańska zagadnienia fortyfikacji w Holandii, która przodowała wtedy w dziedzinie budownictwa obronnego. Od 1642 wypełniał obowiązki inżyniera miejskiego, zajmując się planowaniem i kontrolą modernizacji gdańskich umocnień.
Był projektantem i nadzorcą prac budowlanych w trakcie przebudowy bastionów: św. Elżbiety i Bożego Ciała. W latach 1643–1645 wybudował Małą Zbrojownię na Starym Przedmieściu. Wokół Twierdzy Wisłoujście wznosił nowe szańce, po 1655 wznosił fortyfikacje na terenach Biskupiej Górki, Siedlec i Grodziska.